# Família Brontë

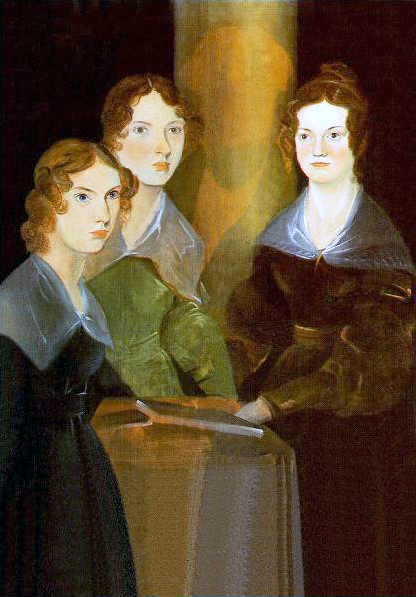
L'Anne, l'Emily i la Charlotte Brontë pintades pel seu germà Branwell (cap al 1834). Ell mateix s'havia representat entre les germanes.

La família Brontë és una família d'autores literàries anglesa del segle xix, notorietat de la qual s'estén a les tres germanes, Charlotte (nascuda el 21 d'abril del 1816), Emily (30 de juliol del 1818) i Anne (gener del 1820), però també gràcies als seus poemes i novel·les. Publicaven els seus poemes i novel·les, en un inici, anònimament sota noms masculins, però els seus contes van atraure ràpidament l'atenció, no sempre per a bones crítiques. Tanmateix, només la Charlotte i la seva obra Jane Eyre aconsegueix èxit. Aviat, però, comencen a escriure plegades històries més elaborades, influenciades per un pare culte i la confrontació entre germanes i mare. Els tràgics destins personals, això com la seva precocitat, han contribuït enormement a la seva reputació i, per extensió, als seus familiars més propers. Després de la seua desaparició, i fins i tot durant la vida del seu pare, ha sobreviscut un culte que s'estén més enllà d'Anglaterra. La seua llar, la casa parroquial d'Haworth, s'ha transformat en un museu que s'ha convertit en lloc de pelegrinatge, acollint, endemés, cada any centenes de milers de visitants d'arreu del món.
Els primers fills de Brontë que van néixer del rector Patrick Brontë i la seva dona Maria van ser Maria (1814–1825) i Elizabeth (1815–1825), que van morir a edats joves a causa d'una malaltia. Charlotte, Emily i Anne van néixer aleshores en un període d'aproximadament quatre anys. Aquestes tres germanes i el seu germà, Branwell (1817–1848), que havien nascut després de Charlotte i abans d'Emily, estaven molt a prop l'un de l'altre. De nens, van desenvolupar la seva imaginació primer mitjançant la narració oral i el joc, ambientat en un món imaginari complex, i després mitjançant l'escriptura col·laborativa d'històries cada cop més complexes ambientades en el seu món de ficció. La mort de la seva mare i de les dues germanes grans les va marcar i va influir profundament en la seva escriptura, així com la seva educació aïllada. Van ser criats en una família religiosa. El lloc de naixement de Brontë a Thornton és un lloc de pelegrinatge i la seva posterior llar, la casa parroquial de Haworth a Yorkshire, ara el Museu Parroquial Brontë, té centenars de milers de visitants cada any.

## Origen del nom
La família Brontë es remunta al clan irlandès Ó Pronntaigh, que literalment significa «descendent de Pronntach». Eren una família d'escribes hereditaris i d'homes literaris a Fermanagh. La versió Ó Proinntigh, que va ser donada per primera vegada per Patrick Woulfe al seu Sloinnte Gaedheal is Gall ('Cognoms del gael i de l'estranger') i reproduït sense cap dubte per Edward MacLysaght, no es pot acceptar com a correcte, ja que hi havia un nombre d'escribes coneguts amb aquest nom escrit en irlandès als segles XVII i XVIII i tots ells utilitzaven la grafia Ó Pronntaigh. El nom deriva de la paraula pronntach o bronntach, que es relaciona amb la paraula bronnadh, que significa «donar» o «atorgament» (pronn es dona com una versió de l'Ulster de bronn al diccionari anglès irlandès d'O'Reilly.) Patrick Woulfe, l'autor de Sloinnte Gaedheal is Gall, va suggerir que es derivava de proinnteach (el refectori d'un monestir). Ó Pronntaigh va ser abans anglicitzat com Prunty i de vegades Brunty.
En algun moment, Patrick Brontë (nascut Brunty), el pare de les germanes, va decidir l'ortografia alternativa amb la dièresi sobre la terminal ⟨e⟩ per indicar que el nom té dues síl·labes. També existeixen múltiples teories per explicar el canvi, inclòs que potser hauria volgut amagar els seus humils orígens. Com a home de lletres, hauria estat familiaritzat amb el grec clàssic i podria haver triat el nom després del grec βροντή (' tro'). Una opinió, que el biògraf CK Shorter va proposar el 1896, és que va adaptar el seu nom per associar-se amb l'almirall Horatio Nelson, que també era duc de Bronte. També es podria trobar proves d'aquesta teoria en el desig de Patrick Brontë d'associar-se amb l'duc de Wellington en la seva forma de vestir.

## Membres de la família Brontë

### Patrick Brontë

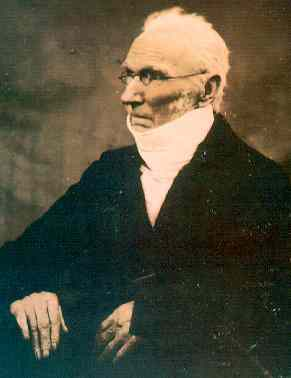
Retrat de Patrick Brontë cap al 1860

Patrick Brontë (17 de març de 1777 - 7 de juny de 1861), pare de les germanes Brontë, va néixer a Loughbrickland, comtat de Down, Irlanda, en una família de treballadors agrícoles de recursos moderats. El seu nom de naixement era Patrick Prunty o Brunty. La seva mare, Alice McClory, era de fe catòlica romana, mentre que el seu pare Hugh era protestant, i Patrick es va criar en la fe del seu pare.

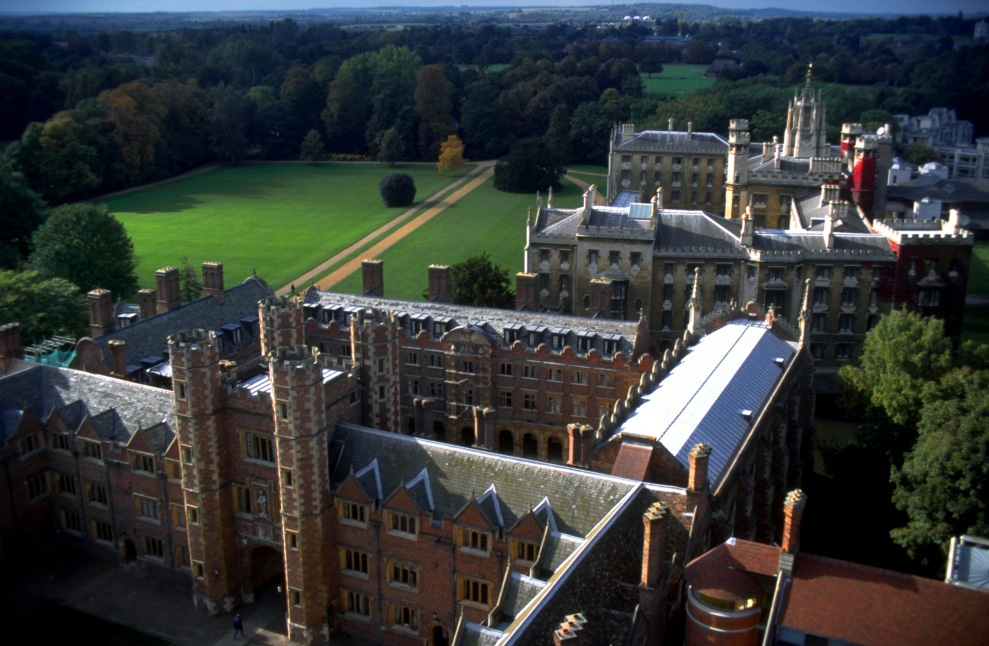
Vista del St John's College, Cambridge, on Patrick Brontë era estudiant

Era un jove brillant i, després d'estudiar amb el Rev. Thomas Tighe, va guanyar una beca al St John's College de Cambridge. Allà va estudiar divinitat, història antiga i història moderna. El fet d'assistir a Cambridge pot haver-li fet sentir que el seu nom era massa irlandès i li va canviar l'ortografia per Brontë (i la seva pronunciació en conseqüència), potser en honor a Horatio Nelson, a qui Patrick admirava. No obstant això, és més probable que el seu germà William estigués «fugit» de les autoritats per la seva implicació amb els radicals United Irishmen, fet que va portar a Patrick a distanciar-se del nom Prunty. Després d'haver obtingut un títol de llicenciat en arts, va ser ordenat el 10 d'agost de 1806. És autor de Poemes de cabana (1811), El joglar rural (1814), nombrosos fullets, diversos articles periodístics i diversos poemes rurals.
El 1811, Patrick va ser nomenat ministre a Hartshead-cum-Clifton. El 1812, va conèixer i es va casar amb Maria Branwell, de 29 anys, a Guiseley. El 1813 es van traslladar a Clough House Hightown, Liversedge, West Riding de Yorkshire i el 1820 s'havien traslladat a la casa parroquial de Haworth, on va ocupar el càrrec de curat perpetu. (Haworth era una antiga capella a la gran parròquia de Bradford, de manera que no podia ser rector o vicari.) Van tenir sis fills. A la mort de la seva dona el 1821, la seva cunyada, Elizabeth Branwell, va venir de Penzance, Cornualla, per ajudar-lo a criar els fills. Obert, intel·ligent, generós i dedicat a educar personalment els seus fills, va comprar tots els llibres i joguines que els nens desitjaven. També els va concedir una gran llibertat i un amor incondicional, tot i que potser els va alienar del món a causa dels seus excèntrics hàbits personals i de les peculiars teories de l'educació.

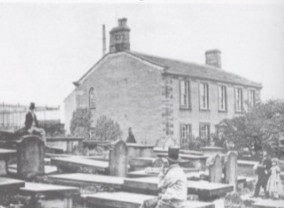
Rectorat Haworth poc després de la mort de Patrick Brontë

Després de diversos intents fallits de tornar-se a casar, Patrick va acceptar la viduïtat permanent als 47 anys i va passar el seu temps visitant els malalts i els pobres, fent sermons i administrant la comunió. En fer-ho, sovint deixava els seus fills Maria, Elizabeth, Emily, Charlotte, Branwell i Anne sols amb Elizabeth: la tia Branwell i una criada, Tabitha Aykroyd (Tabby). La Tabby va ajudar a alleujar el seu possible avorriment i soledat, sobretot explicant llegendes locals en el seu dialecte de Yorkshire mentre preparava incansablement els àpats de la família. Finalment, Patrick sobreviuria a tota la seva família. Sis anys després de la mort de Charlotte, va morir el 1861 a l'edat de 84 anys. El seu gendre, el Rev. Arthur Bell Nicholls, també ajudaria al senyor Brontë al final de la seva vida.

### Maria, de soltera Branwell
L'esposa de Patrick, Maria Brontë, de soltera Branwell (15 d'abril de 1783 - 15 de setembre de 1821), va néixer a Penzance, Cornualla, i provenia d'una família de classe mitjana còmodament acomodada. El seu pare tenia una florida botiga de te i queviures i havia acumulat una riquesa considerable. Maria va morir als 38 anys d’un càncer d'úter. Es va casar el mateix dia que la seva germana petita Charlotte a l'església de Guiseley després que el seu promès hagués celebrat la unió de dues parelles més. Era una dona culta i pietosa, coneguda pel seu esperit viu, alegria i tendresa, i va ser ella qui va dissenyar les mostres que es mostren al museu i els va fer brodar pels seus fills. Va deixar records amb el seu marit i amb la Charlotte, la germana més gran supervivent, d'una dona molt vivaç. Les més joves, especialment Emily i Anne, van admetre que només conservaven imatges vagues de la seva mare, especialment del seu patiment al llit de malalta.

### Elizabeth Branwell
Elizabeth Branwell (2 de desembre de 1776 - 29 d'octubre de 1842) va arribar de Penzance el 1821, als 45 anys, després de la mort de la seva germana petita Maria, per ajudar a Patrick a tenir cura dels nens, als quals era coneguda com «tia Branwell». Elizabeth Branwell era metodista, encara que sembla que això no va exercir cap influència sobre els nens. Va ser la tia Branwell qui va ensenyar als nens l'aritmètica, l'alfabet i com cosir, brodar i punt de creu, habilitats adequades per a les dones. La tia Branwell també els va donar llibres i es va subscriure a Fraser's Magazine, menys interessant que la de Blackwood, però, tanmateix, proporcionant molt material per a la discussió. Va ser una persona generosa que va dedicar la seva vida a les seves nebodes i nebots, ni es va casar ni va tornar a visitar les seves relacions a Cornualla. Probablement va explicar als nens històries d'esdeveniments que havien succeït a Cornualla, com les incursions dels pirates al segle xviii, que es van endur residents britànics per ser esclavitzats al nord d'Àfrica i Turquia; l'esclavitud a Turquia és esmentada per Charlotte Brontë a Jane Eyre. Va morir d’obstrucció intestinal l'octubre de 1842, després d'una breu agonia durant la qual va ser consolada pel seu estimat nebot Branwell. En el seu darrer testament, la tia Branwell va deixar a les seves tres nebodes la considerable suma de 900 lliures (unes 95.700 lliures en moneda del 2017), que els va permetre renunciar a les seves feines mal pagades com a institutrius i professores.

## Fills
- Maria (1814–1825), la més gran, va néixer a Clough House, Hightown, Liversedge, West Yorkshire, el 23 d'abril de 1814. Va patir fam, fred i privacions a l'escola Cowan Bridge. Charlotte la va descriure com molt viva, molt sensible i especialment avançada en la seva lectura. Va tornar de l'escola amb un cas avançat de tuberculosi i va morir a Haworth als 11 anys el 6 de maig de 1825.
- Elizabeth (1815–1825), el segon fill, es va unir a la seva germana Maria a Cowan Bridge on va patir la mateixa sort. Elizabeth era menys vivaç que el seu germà i germanes i semblava menys avançada per a la seva edat. Va morir el 15 de juny de 1825 als 10 anys, dues setmanes després de tornar a casa amb el seu pare.[12]
- Charlotte (1816–1855), nascuda a Market Street Thornton, prop de Bradford, West Riding de Yorkshire, el 21 d'abril de 1816, va ser una poeta i novel·lista i és autora de Jane Eyre, la seva obra més coneguda, i de tres novel·les més. Va morir el 31 de març de 1855 just abans de complir els 39 anys.
- Patrick Branwell (1817–1848) va néixer a Market Street Thornton el 26 de juny de 1817. Conegut com Branwell, va ser pintor, escriptor i treballador ocasional. Es va convertir en addicte a l'alcohol i al làudanum i va morir a Haworth el 24 de setembre de 1848 als 31 anys.
- Emily Jane (1818–1848), nascuda a Market Street Thornton, el 30 de juliol de 1818, va ser una poeta i novel·lista. Va morir a Haworth el 19 de desembre de 1848 als 30 anys. Wuthering Heights va ser la seva única novel·la.
- Anne (1820–1849), nascuda a Market Street Thornton el 17 de gener de 1820, va ser una poeta i novel·lista. Va escriure una novel·la en gran part autobiogràfica titulada Agnes Gray, però la seva segona novel·la, The Tenant of Wildfell Hall (1848), va ser molt més ambiciosa. Va morir el 28 de maig de 1849 a Scarborough als 29 anys.